# شون ك. رينولدز
شون ك. رينولدز (بالإنجليزية: Sean K. Reynolds)‏ هو كاتب أمريكي، ولد في القرن العشرين.